# Plutopia
Plutopia è un film del 1951 diretto da Charles A. Nichols. È l'ultimo cortometraggio animato della serie Pluto, prodotto dalla Walt Disney Productions e uscito negli Stati Uniti il 18 maggio 1951, distribuito dalla RKO Radio Pictures.

## Trama
Topolino è in vacanza a Campeggio Utopia. In un primo momento Pluto pensa che sia davvero un'utopia: ci sono alberi ovunque e insegue Milton il gatto. Purtroppo però le regole della casa sono molto severe: i cani non sono ammessi all'interno, e perciò devono essere muniti di museruola e guinzaglio. Così Topolino mette Pluto fuori a dormire, con il cibo appena fuori dalla sua portata, e il gatto si prende gioco di lui. Pluto e Milton si addormentano, e il cane sogna la sua "Plutopia", con il gatto sottomesso che implora Pluto di morderlo e provvede ad ogni sua esigenza. Quando si sveglia, Pluto morde Milton, pensando di stare ancora sognando, ma scatena una lite furibonda con il felino che finisce per coinvolgere anche Topolino.

## Distribuzione

### Edizione italiana
Il corto è stato distribuito in Italia il 12 marzo 1964 all'interno del programma Pippo, Pluto e Paperino allegri masnadieri; il doppiaggio fu eseguito dalla C.D.C. e curato dal dialoghista Roberto De Leonardis. Il corto venne poi ridoppiato dalla Effe Elle Due nel 1985 sotto la direzione di Franco Latini per l'edizione VHS de Le avventure di Pluto e quindi nel 1986 dalla C.V.D. presso Mops Film per l'inclusione nella VHS Serie oro - Da Pluto con amore. Infine venne ridoppiato nel 1990 dalla Royfilm con le voci del Gruppo Trenta, in occasione della riedizione VHS di Le avventure di Pluto e tale doppiaggio fu usato in tutte le successive occasioni.

### Edizioni home video

#### VHS
- Le avventure di Pluto (gennaio 1985)[2]
- Serie oro - Da Pluto con amore (dicembre 1986)[3]
- Le avventure di Pluto (febbraio 1990)[4]

#### DVD
Il cortometraggio è incluso nel DVD Walt Disney Treasures: Topolino star a colori - Vol. 2.